# 乗法的不定和分
数学における乗法的不定和分（じょうほうてきふていわぶん、英: indefinite product; 不定乗積）∏x は、不定積分の離散版である不定和分の乗法版で、乗法的差分 Q; 
{\displaystyle Q(f(x))={\frac {f(x+1)}{f(x)}}}
の逆演算である。これはまた乗法的積分の離散版であり、離散乗法的積分 (discrete multiplicative integration) と呼ぶものもある。
文献によっては、これと無関係ではないがやや異なる用法として、例えば
{\displaystyle \prod _{k=1}^{n}f(k)}
のような形の、上の限界となる数値を特に固定せずに考えた乗積に対して "indefinite product" の語を用いていることもあるので注意。

## 定義
函数 f(x) の乗法的不定和分 F(x) := ∏x f(x) は、函数方程式
{\displaystyle Q(\prod _{x}f(x))=f(x),}
あるいはより明示的に
{\displaystyle {\frac {F(x+1)}{F(x)}}=f(x)}
の解として定義される。与えられた f(x) に対して F(x) がこの函数方程式の解となるならば、任意定数 C に対する CF(x) もまたこの函数方程式の解になる。従って乗法的不定和分は実際には（互いに定数倍だけ異なる）函数の族を表しているものと理解される。

## 性質

### 基本性質
- {\displaystyle \prod _{x}f(x)g(x)=\prod _{x}f(x)\prod _{x}g(x),}
- {\displaystyle \prod _{x}f(x)^{a}=\left(\prod _{x}f(x)\right)^{a},}
- {\displaystyle \prod _{x}a^{f(x)}=a^{\sum _{x}f(x)}.}

### 周期法則
周期函数 f(x) の周期 T に対して
{\displaystyle \prod _{x}f(Tx)=Cf(Tx)^{x-1}}
が成り立つ。

### 不定和分との関係
基本性質から明らかに、不定和分 ∑x の言葉を用いて
{\displaystyle \prod _{x}f(x)=\exp \left(\sum _{x}\ln f(x)\right)}
と書くことができる。ここに exp は自然指数函数、ln は自然対数である。

## 例
幾つか基本的な函数に対する乗法的不定和分の例を挙げる。初等函数の乗法的不定和分が必ずしも初等函数とならないことに注意。以下、Γ(x) はガンマ函数とする。

### 初等函数
- {\displaystyle \prod _{x}a=Ca^{x},}
- {\displaystyle \prod _{x}x=C\Gamma (x),}
- {\displaystyle \prod _{x}ax=Ca^{x}\Gamma (x),}
- {\displaystyle \prod _{x}{\frac {x+1}{x}}=Cx,}
- {\displaystyle \prod _{x}{\frac {x+a}{x}}={\frac {C\Gamma (x+a)}{\Gamma (x)}},}
- {\displaystyle \prod _{x}x+a=C\Gamma (x+a),}
- {\displaystyle \prod _{x}ax+b=Ca^{x}\Gamma \left(x+{\frac {b}{a}}\right),}
- {\displaystyle \prod _{x}x^{2}+1=C\Gamma (x-i)\Gamma (x+i),}
- {\displaystyle \prod _{x}ax^{2}+bx=Ca^{x}\Gamma (x)\Gamma \left(x+{\frac {b}{a}}\right),}
- {\displaystyle \prod _{x}x+{\frac {1}{x}}={\frac {C\Gamma (x-i)\Gamma (x+i)}{\Gamma (x)}},}
- {\displaystyle \prod _{x}x^{a}=C\Gamma (x)^{a},}
- {\displaystyle \prod _{x}a^{x}=Ca^{{\frac {x}{2}}(x-1)},}
- {\displaystyle \prod _{x}a^{\frac {1}{x}}=Ca^{\frac {\Gamma '(x)}{\Gamma (x)}},}
- {\displaystyle \prod _{x}x^{x}=Ce^{\zeta ^{\prime }(-1,x)-\zeta ^{\prime }(-1)}=Ce^{\psi ^{(-2)}(x)+{\frac {x^{2}-x}{2}}-{\frac {x}{2}}\ln(2\pi )}=C\operatorname {\mathit {K}} (x).}
(ただし、K(x) はK函数である)

### 特殊函数
- {\displaystyle \prod _{x}\Gamma (x)={\frac {C\Gamma (x)^{x-1}}{\operatorname {\mathit {K}} (x)}}=C\Gamma (x)^{x-1}e^{{\frac {x}{2}}\ln(2\pi )-{\frac {x^{2}-x}{2}}-\psi ^{(-2)}(x)}=C\operatorname {\mathit {G}} (x),}
(ただし、G(x) はバーンズのG函数である)
- {\displaystyle \prod _{x}\operatorname {sexp} _{a}(x)={\frac {C(\operatorname {sexp} _{a}(x))'}{\operatorname {sexp} _{a}(x)(\ln a)^{x}}}.}
(ただし、sexp は超指数函数である)

### 三角函数
- {\displaystyle \prod _{x}\csc x\sin(x+1)=C\sin x,}
- {\displaystyle \prod _{x}\sec x\cos(x+1)=C\cos x,}
- {\displaystyle \prod _{x}\cot x\tan(x+1)=C\tan x,}
- {\displaystyle \prod _{x}\tan x\cot(x+1)=C\cot x.}

## 注
1. ↑  一つのパラメータ h := Δx を導入して、歩み h の乗法的差分（幾何差分）Qh(f(x)) := (f(x+h)⁄f(x))1/h に対する逆演算として歩み h の乗法的不定和分 ∏ f(x)Δx を考えることもある。h → 0 の極限で、Qh(f(x)) は 乗法的微分（幾何微分）f∗(x) になり、同じ極限で ∏ f(x)Δx は乗法的積分 ∫ f(x)dx になる。
2. ↑  「乗法的差分」の語を、通常の差分 Δf(x) := f(x + h) − f(x) あるいは差分商 Δf(x)⁄Δx のq-類似としての q-差分 Δqf(x) := f(qx) − f(x) あるいは q-差分商 Δqf(x)⁄Δqx = f(qx) − f(x)⁄(q−1)x の意味で用いることもあるので注意。
3. ↑  即ち、この任意定数 C は積分定数の離散版の乗法版（乗法的和分定数、和分因数）である。

## 関連文献
- http://reference.wolfram.com/mathematica/ref/Product.html -Indefinite products with Mathematica
- http://www.math.rwth-aachen.de/MapleAnswers/660.html - bug in Maple V to Maple 8 handling of indefinite product
- Markus Müller. How to Add a Non-Integer Number of Terms, and How to Produce Unusual Infinite Summations
- Markus Mueller, Dierk Schleicher. Fractional Sums and Euler-like Identities